# Lucilina dilecta
Lucilina dilecta är en blötdjursart som beskrevs av Thiele 1911. Lucilina dilecta ingår i släktet Lucilina och familjen Chitonidae.
Artens utbredningsområde är Western Australia. Inga underarter finns listade i Catalogue of Life.